# 캐논 EOS 600D
캐논 EOS 600D(Canon EOS 600D)는 캐논이 2011년 2월 7일 발표한 보급형 디지털 일안 반사식 카메라이다. 캐논 EOS 550D의 후속모델이며, 550D와 마찬가지로 Full HD급 동영상까지 (1920 × 1080) 30fps로 촬영이 가능하다. 550D와, 60D, 7D에 탑재되었던 1800만 화소 APS-C CMOS 센서를 탑재하여 이들과 화질은 사실상 같다고 할 수 있다. 출시 초기 가격은 본체만 799.99달러이며, 새롭게 설계된 18-55mm f3.5-5.6 IS II 렌즈도 함께 출시되어 바디와 함께 셋트로 899.99달러에 구매가 가능하다. 검은색과, 붉은색 제품이 있다. 일본에서 판매되는 이름은 Canon EOS Kiss X5, 북미에서는 Canon EOS Rebel T3i이다. 경쟁 모델로는 소니의 A55와, 니콘의 D5000 등이 있다.

## 550D보다 향상된 기능
- 동영상 촬영시 디지털 10배줌
  - 비디오 스냅 기능으로 2~8초 동영상 촬영시 배경음악 삽입, 연속재생 기능
- 사진 보정이 가능한 크리에이티브 필터
- 초보자 가이드
- 내장-외장 플래쉬 무선 동조 기능
- 회전형(스위블) LCD

## 같이 보기
- 캐논
- 캐논 EOS
- 캐논 EF 마운트, 캐논 EF-S 마운트